# Jaromír (kníže)
Jaromír (975? – 4. listopadu 1035) byl český kníže z rodu Přemyslovců v letech 1003, 1004–1012 a 1033–1034, syn Boleslava II. Pobožného a jeho druhé, neznámé choti, bratr Boleslava III. Ryšavého a Oldřicha. Narodil se někdy v 70. letech 10. století. František Palacký uvádí, že Jaromír byl synem Boleslava II. a jeho manželky Emmy; dále uvádí, že za Jaromírova panování se prohloubila závislost Čech na Říši.

## Život

### 1003
V roce 1001 uprchli Jaromír s Oldřichem a svou matkou před krutostí staršího bratra Boleslava III., který dal z obavy o knížecí stolec Jaromíra vykastrovat (Boleslav III. totiž sám dědice neměl), k bavorskému vévodovi Jindřichovi II., dlouholetému spojenci jejich otce. Roku 1003 byl Jaromír po smrti Vladivoje, kterého na český trůn prosadil polský kníže Boleslav Chrabrý, díky vojenské pomoci Jindřicha II. krátce dosazen na český knížecí stolec. Brzy však musel prchnout před Boleslavem III. a Boleslavem Chrabrým.

### 1004–1012

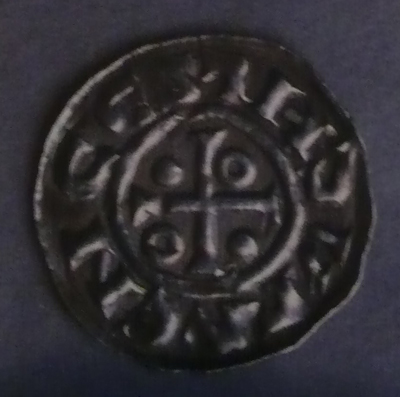
Jaromírův denár

Teprve na podzim 1004 se mohl ujmout vlády, když s podporou římskoněmeckého krále Jindřicha II. byli z Čech vypuzeni Poláci. Jaromír přijal od římskoněmeckého krále Čechy v léno (obdržev od něho kopí jako symbol lenního vztahu) a v následujících letech podporoval Říši v bojích s Boleslavem Chrabrým. Krátce po svém nastoupení na trůn Jaromír dobyl Budyšín, ale v roce 1007 Boleslav Chrabrý Lužici i Budyšín dobyl zpět. Morava během Jaromírovy slabé vlády k českému státu nepatřila.
Na jaře 1012 se zmocnil vlády v Čechách nejmladší z bratrů Oldřich. Jaromír utekl nejdříve z neznámých důvodů do Polska a až poté do Říše k Jindřichovi II., který ho ale uvěznil v Utrechtu. Tam Jaromír strávil ve vězení téměř 21 let.

### 1033–1035
Poslechnout si článek · info

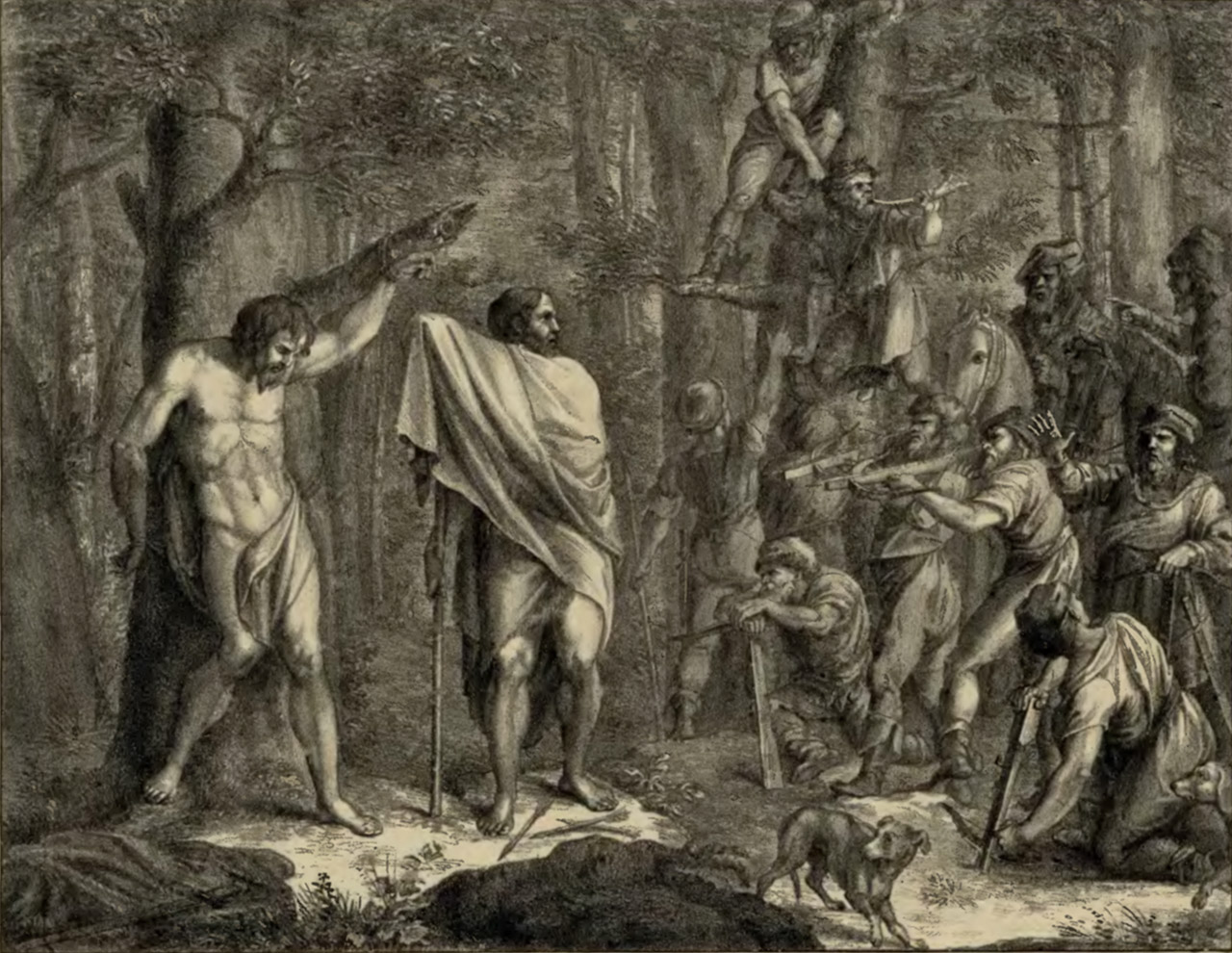
Přepadení Jaromíra Vršovci (obraz Antonína Jana Gareise st. z roku 1824)

Když byl Oldřich roku 1033 obviněn císařem Konrádem II. z úkladů proti jeho osobě a sesazen, ustavilo říšské vojsko na podzim 1033 potřetí Jaromíra českým knížetem. Již na jaře příštího roku však byl Oldřich císařem propuštěn a byl mu navrácen knížecí titul.
Podmínkou bylo, že se o vládu bude dělit s Jaromírem (měl mu vyčlenit úděl v Čechách) a svým synem Břetislavem (měl vládnout na Moravě). Jaromír byl poté na Oldřichův příkaz oslepen a uvězněn a Oldřichův syn Břetislav před otcem uprchl do ciziny.
Když 9. listopadu 1034 Oldřich náhle zemřel, stále žijící vykastrovaný a oslepený Jaromír se vzdal nároků na vládu a moc v Čechách získal Oldřichův syn Břetislav I. Ani to mu ale život nezachránilo. Roku 1035 byl bezmocný Jaromír z vůle Vršovců zavražděn. Kosmas píše: „Kochan poslal svého kata a když onen slepec, sedě na záchodě v hodině noční, vyprazdňoval břich, proklál ho ostrým oštěpem zezadu až do útrob břišních.“
Kdy přijel Břetislav I. do Prahy, se nikde neříká. Pouze v jedné kronice najdeme zmínku, že „Jaromír sám vládl knížectví jeden rok po smrti Oldřichově“. Scéna, kdy Jaromír uvádí Břetislava na knížecí stolec, kterou popisuje Kosmas, se neodehrála v žádném případě přímo při Oldřichově pohřbu. Břetislav by se nemohl vrátit z exilu tak rychle.

## Genealogie
| Boleslav I. nar. asi 915 zm. 967/972 | Boleslav I. nar. asi 915 zm. 967/972 |                                            |                                            | Biagota? | Biagota? |  |  | ? | ? |                                      |                                      | ? | ? |
|                                      |                                      |                                            |                                            |          |          |  |  |   |   |                                      |                                      |   |   |
|                                      |                                      |                                            |                                            |          |          |  |  |   |   |                                      |                                      |   |   |
|                                      |                                      | Boleslav II. nar. asi 932 zm. 7. února 999 | Boleslav II. nar. asi 932 zm. 7. února 999 |          |          |  |  |   |   | zřejmě 2. neznámá choť Boleslava II. | zřejmě 2. neznámá choť Boleslava II. |   |   |
|                                      |                                      |                                            |                                            |          |          |  |  |   |   |                                      |                                      |   |   |
|                                      |                                      |                                            |                                            |          |          |  |  |   |   |                                      |                                      |   |   |
|                                      |                                      |                                            |                                            |          |          |  |  |   |   |                                      |                                      |   |   |

| Jaromír I. zm. 4. listopadu 1035 |